# サンソヴェール (ケベック州)

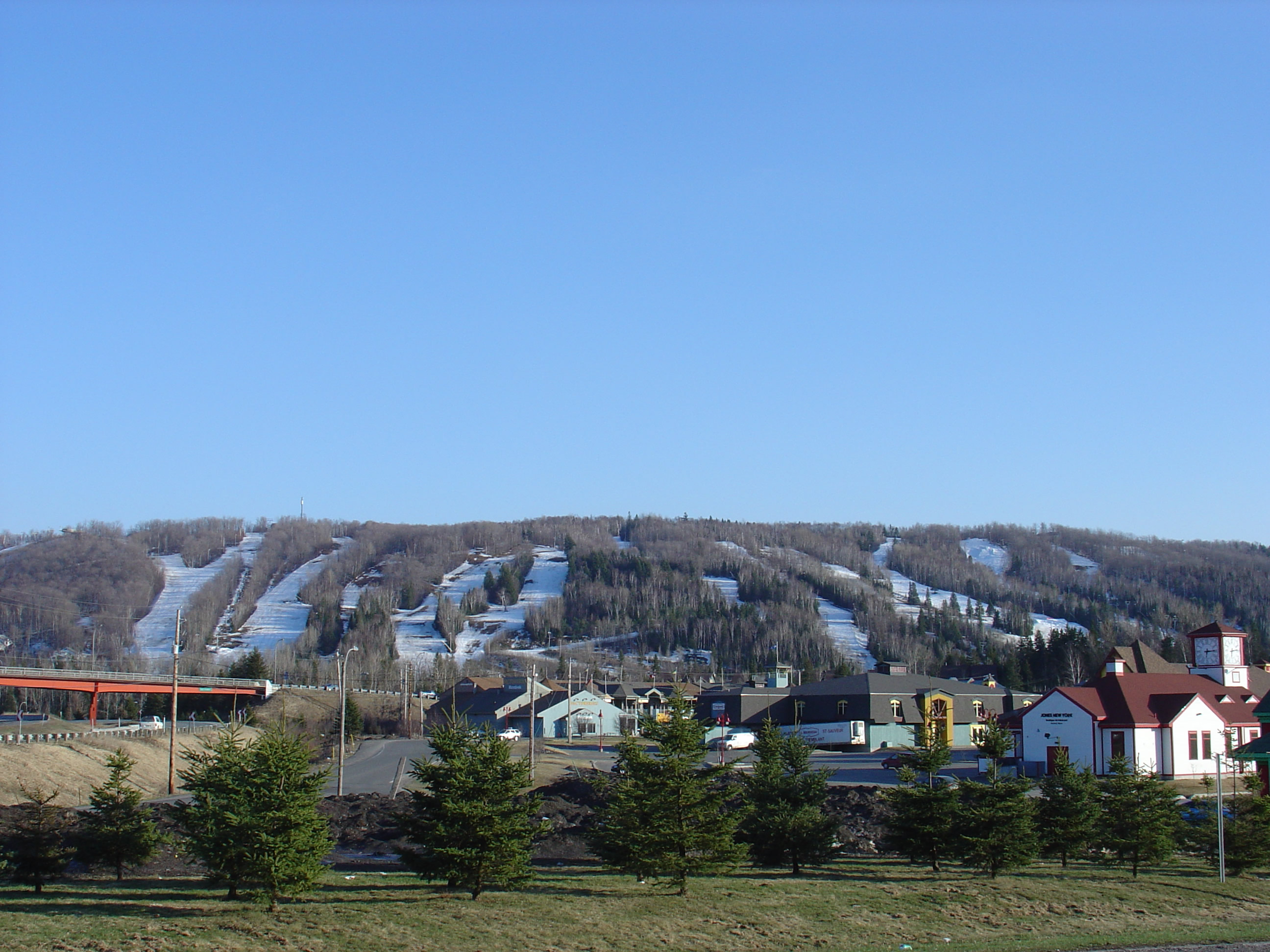
サンソヴェールのスキーコース

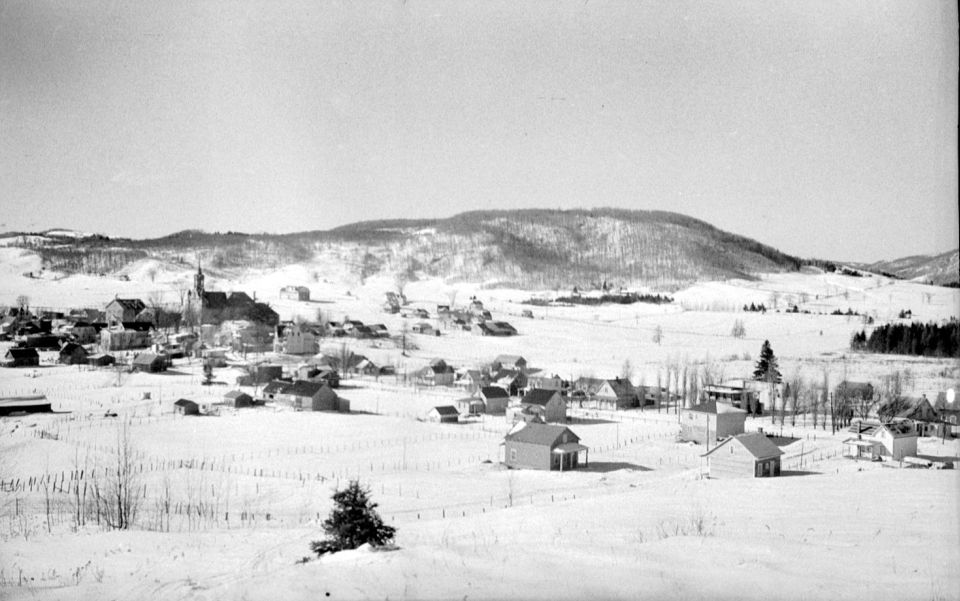
Saint-Sauveur-des-Monts, 1942

サンソヴェールまたはサンソベール (Saint-Sauveur）は、カナダケベック州・ペデノー郡 (Les Pays-d'en-Haut Regional County Municipality) にある都市。モントリオールより車で45分ほど北に行った場所にある。ローレンティッド地域の行政下にあり、2002年9月11日、サン・ソヴェール・デ・モン (St-Sauveur-des-monts) とパロワッス・デ・サン・ソヴェール (Paroisse de St-Sauveur) が合併した。
地元のスキー場としてよく知られており、サンソヴェールの谷 (Valley of Saint-Sauveur) と一般に呼ばれている。モントリオールから近く、スキーをするのに十分な雪があり、ナイトスキーができることからもスキー客に人気の場所である。
街中にはお洒落な商店街が並び、アウトレットモールなどもある。